# 青春不敗
『青春不敗』（せいしゅんふはい、原題：청춘불패）は、2009年10月23日から2010年12月24日にかけて韓国のKBS第2テレビで放送されたバラエティ番組。全58回。日本でも、KBS World、テレ朝チャンネル、MUSIC ON! TV、BS11で放送された。

## 概要
韓国の女性アイドル・グループから選ばれた7名のメンバー「G7」(Girl7) が、韓国江原道（カンウォンド）洪川郡（ホンチョングン）南面ユチ里（유치리、ユチリ）にある空き農家を借りて「アイドル村」とし、農業体験や動物の飼育、地元住民との交流を行う「自給自足リアル成長日記」。番組名の『青春不敗』は「青春は負けない」の意。

## 出演者

### G7
「アイドル村」で農業体験をするアイドル7名。第32回放送でサニー・ユリ・ヒョナの3人が降板し、第33回放送より3人の新メンバーが追加された。
ナルシャ（Brown Eyed Girls）
最年長。「成人アイドル」。
サニー（少女時代）
スケジュールの都合により第32回で降板。第37、38、51回にゲスト出演。
ユリ（少女時代）
スケジュールの都合により第32回で降板。第42回にゲスト出演。
ヒョミン（T-ARA）
「屏風ヒョミン」。
ソンファ／ソヌァ（Secret）
「白紙ソヌァ」。
ハラ（KARA）
「幼稚ギャグの師匠」。
ヒョナ（4minute）
「幼稚ギャグの弟子」。スケジュールの都合により第32回で降板。第51回にゲスト出演。
SORI/キム・ソリ（ソロ歌手）
追加メンバー。
ビクトリア（f(x)）
追加メンバー。
ジュヨン（AFTERSCHOOL）
追加メンバー。

### MC
- ノ・ジュヒョン（俳優） - アイドル村村長
- ナム・ヒソク（喜劇俳優） - 世話役（第10回まで）
- キム・テウ（歌手） - 世話役。声帯ポリープの手術のため第43回で降板。第51、58回にゲスト出演。
- ソン・ウニ（芸人） - 第44回より
- キム・シニョン（喜劇俳優） - 世話役
- キム・ホサン（番組プロデューサー）

### 地元の協力者
- イ・ワング（ユチ里長〈村長〉）
- ロード・イ（村の住人）[3]
- ヨ・インチョル（第3回で登場）
- イ・ヨンジェ - プルミの元飼い主。

## 飼育した動物
| 動物        | 名前                     | 登場回 | 所有者   | 備考                                                                            |
| ----------- | ------------------------ | ------ | -------- | ------------------------------------------------------------------------------- |
| ニワトリ(♂) | チョンチュニ（青春くん） | 第1回  | ク・ハラ | イ・ワングより鶏小屋の掃除報酬として譲り受ける。                                |
| 牛(♀)       | プルミ                   | 第7回  | サニー   | クイズと尻相撲で優勝し所有権を得る。                                            |
| ニワトリ(♀) | プルペ（不敗ちゃん）     | 第8回  | ク・ハラ | 他の10羽は第22回より登場（イ・ワングより購入） 10羽は名前を付けていない。       |
| 犬（♂）     | ワンユチ（ユチ里の王）   | 第13回 | ヒョナ   | イ・ワングから譲り受ける。                                                      |
| ウサギ      |                          | 第30回 | ヒョミン | 垂直跳び勝負で優勝し所有権を得る。                                              |
| 犬（♂）     | チャルラン               | 第40回 |          | ワンユチとペックの子供。 飼い主ではないがハラに懐いている為、ハラが世話をする。 |

## 栽培した野菜
- サンチュ 所有者:ユリ[4]
- 米
- ナス
- ジャガイモ
- コスモス
- ニンニク

## ゲスト出演者
| 放送回          | 主なゲスト出演者                                                                               |
| --------------- | ---------------------------------------------------------------------------------------------- |
| 第6回           | ミンホ（SHINee）                                                                               |
| 第10回          | オンユ（SHINee）、スロン（2AM）、ホ・ギョンファン、ソン・ホヨン、パク・フィスン                |
| 第18回          | ニコル（KARA）、ヒョヨン（少女時代）、BEAST、ヨン・ジョンフン、キム・ヒチョル （SUPER JUNIOR） |
| 第19回          | シンドン（SUPER JUNIOR）、ノ・ユミン                                                           |
| 第22回          | スヨン                                                                                         |
| 第23回          | オク・チュヒョン                                                                               |
| 第24回          | DJ KOO                                                                                         |
| 第26回          | ウンジョン（T-ARA）、キム・ジョンミン（コヨーテ）                                              |
| 第27回          | イ・ジュン（MBLAQ）、チョン・ジュナ                                                            |
| 第33回～ 第36回 | キム・ジョンミン（コヨーテ）                                                                   |
| 第36回          | シンジ（コヨーテ）、Secret                                                                     |
| 第37回 第38回   | サニー(少女時代)                                                                               |
| 第39回          | チョン・ミョンフン （コヨーテ）、コ・ジュウォン                                                |
| 第40回          | MBLAQ                                                                                          |
| 第41回          | ジヨン（T-ARA）、MBLAQ、パク・ヒョンビン、イ・ソクフン(SGワナビー)                             |
| 第42回          | ユリ（少女時代）                                                                               |
| 第43回          | 2PM、リジ（AFTERSCHOOL）、ジェア（Brown Eyed Girls）                                           |
| 第44回          | カラム（大国男児）                                                                             |
| 第48回          | パク・クァンヒョン                                                                             |
| 第51回          | サニー、ヒョナ、キム・テウ、コ・ジュウォン                                                     |
| 第52回          | ジウン（Secret）、ジヨン（KARA）、ソルリ・クリスタル・ルナ（f(x)）                             |
| 第53回 第54回   | ボラ（SISTAR）                                                                                 |
| 第55回          | テミン（SHINee）                                                                               |

## エピソード
- シニョンらが番組内で作った歌があり、対象はハラやヒョミン、ソナが多い。朝鮮語の歌詞と和訳歌詞は以下。

| 曲名                   | 日本語訳歌詞 | 朝鮮語歌詞                                                                                        | 備考                                                       |
| ---------------------- | --- | ------------------------------------------------------------------------------------------------- | ---------------------------------------------------------- |
| 幼稚ソング（유치송）   | ク・ハラが喋ったら幼稚だ ク・ハラが動いても幼稚だ 私は、私はユチ里で一番幼稚                                    | 구하라가 입만 열면 유치해 구하라가 움직여도 유치해 나는 나는 유치리에 왕유치                      | 幼稚ギャグを度々披露するハラに向けた歌                     |
| 総カットの歌（통편송） | 笑いを取って 今すぐ笑わせて（×2） ヒョミンとソナ 総カットはどっちだ 私は知らない（知らない知らない 放送を観て） | 너네 지금 웃겨 당장 웃겨（×2） 효민이 선화둘 중에 누가 통편집인지 나는 몰라（몰라몰라 방송을 봐） | カット対象のヒョミンとソナに向けた歌。                     |
| 総カットの歌 第2弾     | ヒョミンが喋ると総カット ソナも喋ると総カット 2人、2人揃ったら「どうしよう?」                                   | 효민이 입만 열면 통편집 선화도 입만 열면 통편집 돌이 돌이 붙어있으면 "어떡해?"                    | カット対象のヒョミンとソナに向けた歌。幼稚ソングの替え歌。 |

## 青春不敗 in JAPAN
- 第37、38回は「青春不敗 in JAPAN」として2010年6月29日から7月1日にかけて北海道上川郡美瑛町で収録された。
- 通常はSDTVだが、この2回だけは日本の美しい景色を効果的に伝えるためにHDTVとなっている[13]。
- 韓国と日本で放送された内容・コンセプトが異なる。韓国版では金浦空港前でのトークから始まり、日本で農業体験をして、ラストはライブステージを披露するという内容だが、日本版では金浦空港内で出演者による日本の視聴者向けの挨拶から始まり、日本で来日の感想を語るという韓国版のメイキング番組になっている。ゲスト出演のサニーは撮影場所の美瑛町からの要望で出演したが、日本版ではカットされている。なお、シニョンは、日本語を話すとき、日本デビューが決まり日本語勉強中のハラに日本語を聞いて話していた。
- 2010年8月2日日本放送を記念したイベント『青春不敗 in JAPAN』が東京国際フォーラムで行われ5000人を動員[14]。
- 韓国放送版は、2011年10月3日・4日（12月19日・26日）にBSジャパンで放送された。

## 受賞歴
- 2009年
  - KBS芸能大賞 ショー・娯楽MC部門 新人賞 - キム・シニョン
- 2010年
  - 農林水産食品部長官感謝状
  - 韓国農漁村公社社長表彰
  - KBS芸能大賞 ショー・娯楽部門 優秀賞 - ハラ

## 日本での視聴

### テレビ放送
- KBS World
  - 放送回数 = 全58回
  - 放送期間 = 2010年4月1日 - 2011年5月30日（毎週月曜日）
  - 放送時間 = 23:15 - 24:20

- テレ朝チャンネル
  - 放送回数 = 全58回
  - 放送期間 = 2011年7月19日 - 2012年2月16日（毎週：火・水曜日）（再放送：木・金曜日）
  - 放送時間 = 19:30 - 20:45*（木・金は内容は同じですが放送時間が違います）

- MUSIC ON! TV
  - 放送回数 = 全32回（第1～32回）
  - 放送期間 = 2012年1月16日 - 2月28日（毎週：月～金曜日）
  - 放送時間 = 12:45 - 14:00
  - 放送回数 = 全32回（第1～32回）
  - 放送期間 = 2012年4月2日 - 2012年5月15日（毎週：月～金曜日）
  - 放送時間 = 15:00 - 16:15

- BSジャパン
  - 放送回数 = 全2回（青春不敗 in JAPAN、第37・38回）
  - 放送期間 = 2011年10月3日・4日（再放送：12月19日・26日）

- BS11
  - 放送回数 = 全58回
  - 放送期間 = 2012年4月2日 - 2013年6月24日（毎週月曜日）
  - 放送時間 = 24:00 - 24:55

### DVD
※ DVDの内容は、権利の都合上、韓国放映時とは映像、音楽が変更されている可能性あり。

- 青春不敗 〜G7のアイドル農村日記〜 DVD-BOX1（2011年4月2日発売、ブロードウェイ）
- 青春不敗 〜G7のアイドル農村日記〜 DVD-BOX2（2011年5月3日発売、ブロードウェイ）
- 青春不敗 〜G7のアイドル農村日記〜 Vol.1 - Vol.5（2011年5月3日発売・レンタル、ブロードウェイ）
- 青春不敗 〜G7のアイドル農村日記〜 Vol.6 - Vol.10（2011年6月3日発売・レンタル、ブロードウェイ）
- 青春不敗 〜G7のアイドル農村日記〜 シーズン2 DVD-BOX1（2011年8月5日発売、ブロードウェイ）
- 青春不敗 〜G7のアイドル農村日記〜 シーズン2 DVD-BOX2（2011年9月2日発売、ブロードウェイ）
- 青春不敗 〜G7のアイドル農村日記〜 シーズン2 Vol.1 - Vol.6（2011年9月2日発売・レンタル、ブロードウェイ）
- 青春不敗 〜G7のアイドル農村日記〜 シーズン2 Vol.7 - Vol.11（2011年10月7日発売・レンタル、ブロードウェイ）
- 青春不敗　〜K-POPガールズグループ選抜チームG7〜 DVD-BOX（2011年8月25日発売、宝島社）

### 主題歌
- 「ROCK STAR」 - ハンナ・モンタナ(マイリー・サイラス) オープニング曲
- 「Ready, Get Set, Go!」- Peppertones オープニング曲
- 「All About You Lyrics」 - マクフライ エンディング曲